# Désirée Clary
Bernardine Eugénie Désirée Clary (Marsella, 9 de novembre de 1777 — Estocolm, 17 de desembre de 1860) fou reina consort de Suècia i Noruega.
Era filla de Françoise Clary, ric negociant de Marsella, la qual filla gran, Julia, s'havia casat el 1794 amb Josep Bonaparte. Napoleó va tenir relacions amoroses amb Désirée, i inclús arribà a demanar la seva mà, però més tard s'enamorà de Josefina de Beauharnais, i prengué aquesta per esposa. El 1798, Désirée, va contraure matrimoni amb el general Bernadotte. Aquest arribà a mariscal de França el 1804 amb el títol de príncep de Pontecorvo, i Désirée romangué a París durant les campanyes del seu marit, rebent en els seus salons a les figures destacades d'aquells temps. Més tard passà una llarga temporada a Suècia, i el 1811 tornà a París amb el nom de princesa de Gothland, i retornà a les seves recepcions, ensems que servia d'intermediària entre l'emperador i el seu marit. Mort Carles XII de Suècia el 1818, pujà Bernadotte al tron, i la seva esposa marxà definitivament a Estocolm, on fou coronada el 1829.

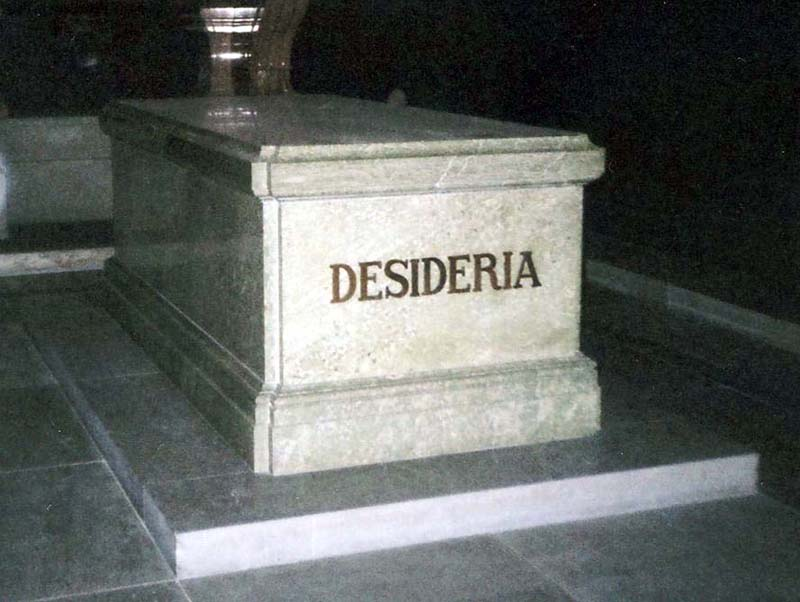
Tomba de Désirée Clary

Désirée es va fer molt popular entre els seus súbdits; va perdre al seu marit el 1844, i tingué la satisfacció, al morir, de veure consolidada la dinastia en la persona del seu fill Òscar.